# Rivière Godbout
Pour les articles homonymes, voir Godbout (homonymie).
La rivière Godbout est un cours d'eau qui coule dans la municipalité régionale de comté (MRC) de Manicouagan, dans la région administrative de la Côte-Nord, au Québec, au Canada.

## Géographie
La rivière Godbout coule du nord au sud, dans le territoire non organisé de Rivière-aux-Outardes, puis dans les municipalités Franquelin et de Godbout, sur la Côte-Nord. En descendant, les eaux traversent les cantons de Fafard, de Monts, de Franquelin et reviennent à nouveau dans le canton de Monts près de l'embouchure de la rivière.
La rivière Godbout coule dans la MRC de Manicouagan, presque à la limite de la MRC Sept-Rivières. Cette rivière est située à l'ouest du bassin hydrographique de la rivière Trinité. La rivière Godbout est à l'est des bassins hydrographiques de :
- partie sud : de la rivière Franquelin (jusqu'au Lac de la Surprise et lac Saint-Paul) ;
- partie nord : de la rivière Toulnustouc (un affluent de la rivière Manicouagan).

Les principaux tributaires de la rivière Godbout sont (à partir de l'embouchure) :
- Côté est : ruisseau Ashini-Est, rivière Godbout-Est (principal tributaire), rivière Bignell (rivière Godbout), ruisseau Ashini ;
- Côté est : ruisseau Ashini-Est, rivière Godbout-Est (principal tributaire), rivière Bignell, ruisseau Ashini ;
- Côté ouest : rivière Mon Oncle, rivière Étienne, ruisseau Frigon.

La rivière se déverse dans l'estuaire maritime du Saint-Laurent, à l'ouest du village de Godbout et de la Baie de Godbout. Après avoir traversé la route138, la rivière coule encore sur 3,2 km vers le sud-est jusqu'à son embouchure, longeant un banc de sable la séparant de la Baie des Molson, située du côté ouest. En aval de la route138, il y a quatre petites îles sur la rivière, dont l'île Gilmour et l'île Laws.
La juridiction de la zec débute à l'embouchure de la rivière Godbout (au Bout du Banc) et couvre le parcours de la rivière en remontant d'abord vers le nord-ouest (sur 5,9 km), puis vers le nord jusqu'au lac des cyprès. La rivière Godbout traverse sur 30,7 km la Réserve de biodiversité projetée de la Vallée de la rivière Godbout.

## Toponymie
Les toponymes suivants sont tous liés par la même origine et sont situés dans le même secteur géographique sur la Côte-Nord du golfe du Saint-Laurent : zec des Rivières-Godbout-et-Mistassini, Petite rivière Godbout, rivière Godbout, rivière Godbout-Est et le lac Godbout.
Le toponyme « Rivière Godbout » a été officialisé le 5 décembre 1968 à la Banque des noms de lieux de la Commission de toponymie du Québec.